# T. Y. Hilton
Eugene Marquis Hilton, conhecido como T. Y. Hilton (Miami, Flórida, 14 de novembro de 1989), é um jogador aposentado de futebol americano que atuava na National Football League (NFL).
Ele jogou futebol americano universitário na Universidade Internacional da Flórida e foi selecionado pelos Indianapolis Colts na terceira rodada do Draft de 2012. Em 2022, jogou por uma temporada pelo Dallas Cowboys.

## Primeiros anos
Hilton é filho de Tyrone e Cora Hilton. Ele freqüentou a Miami Springs High School e foi uma estrela de dois esportes: basquete e futebol americano.
Ele teve uma média de 18,7 jardas por recepção em seu último ano, com 785 jardas acumuladas na temporada com 16 touchdowns. Além disso, ele jogou nas equipes especiais e foi bem sucedido como um retornador de chute, retornando quatro chutes para touchdowns em 10 jogos.

## Carreira universitária
Hilton se comprometeu com a Universidade Internacional da Flórida em 6 de fevereiro de 2008. Ele foi procurado pela Universidade do Mississippi, West Virginia University, Universidade da Flórida e FIU.
Ele fez a escolha de ir para a FIU quando seu filho escolheu a FIU seis vezes seguidas quando colocou um chapéu da FIU e da West Virginia University na frente dele.

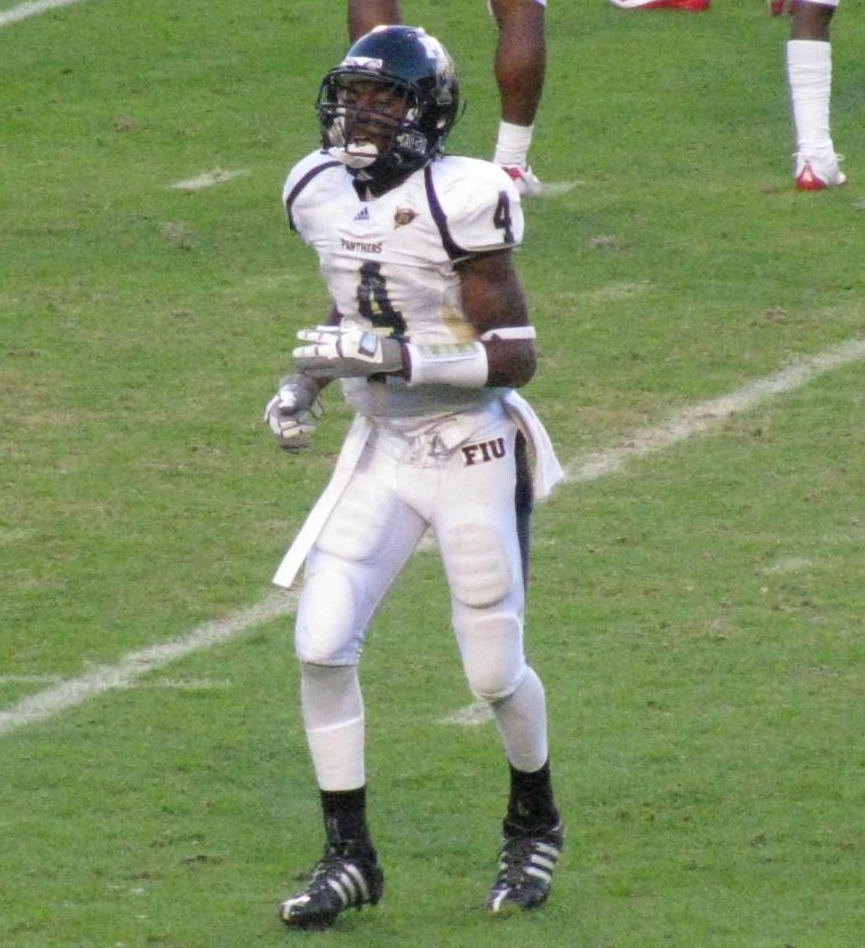
Hilton no Shula Bowl de 2008.

### Temporada 2008
Hilton foi titular em todos os seus anos na FIU. Ele retornou para um touchdown em sua estréia colegial contra o Kansas em seu primeiro toque no jogo. Mais tarde naquele ano, em um jogo contra Arkansas State, ele lançou um passe para touchdown de 38 jardas para Junior Mertile no final do jogo depois que ele sofreu um fumble. Este jogo ficou conhecido na FIU como "The Hilton Heave".
Ele foi responsável por 12 touchdowns em seu primeiro ano, marcando de cinco maneiras diferentes, o primeiro jogador na universidade a fazê-lo (sete recepções de touchdown, dois touchdowns terrestres, um passes para touchdown, um retorno de punt e um retorno de kickoff). Ele também estabeleceu os recorde de mais recepções (41 recepções para 1.013 jardas), jardas médias por recepção (24,7 jardas por recepção) e mais jardas (2.162) em uma única temporada da FIU.
Ele terminou sua primeira temporada em terceiro lugar no país em jardas e, consequentemente, foi eleito o Melhor Jogador do Ano da Conferência Sun Belt.

### Temporada de 2009
Prenunciando o jogo da FIU contra Alabala em 2009, o técnico adversário, Nick Saban, se referiu a Hilton como "um jogador ofensivo melhor que qualquer um [da Virginia Tech] contra o qual jogamos na semana passada".
Em 2009, o primeiro toque da temporada de Hilton foi um retorno de 96 jardas contra Alabama. Ele teve 57 recepções para 632 jardas e cinco touchdowns, além de ter retornado 22 kickoffs para 633 jardas. Ele terminou sua segunda temporada com 1.301 jardas totais.

### Temporada de 2010
Em 2010, Hilton teve um início lento, não marcando nenhum touchdown nos quatro primeiros jogos da temporada, ele voltou a marcar um touchdown contra Western Kentucky. Hilton marcou quatro touchdowns contra Louisiana-Monroe Warhawks, o primeiro em um retorno de chute de 95 jardas enquanto os outros foram dois passes do quarterback Wesley Carroll e o último, um touchdown terrestre. Mais tarde na temporada contra Troy, Hilton teve 158 jardas em seis corridas com dois touchdowns a caminho de estabelecer um recorde escolar de 448 jardas em um jogo.
Na primeira aparição de bowl de FIU, Little Caesars Pizza Bowl, Hilton retornou o kickoff para um touchdown na segunda metade do jogo contra Toledo. Ele foi nomeado o MVP da Little Caesars Pizza Bowl por seus esforços em ajudar seu time a derrotar Toledo por um placar de 34-32.
No final de sua terceira temporada, Hilton foi homenageado como Jogador do Ano da Conferencia Sun Belt, além de ser nomeado para a Primeira-Equipe da conferencia como wide receiver e especialista em retorno. Ele terminou sua terceira temporada com 2.089 jardas, 848 deles em recepções com mais de 59 recepções e 282 jardas em 30 corridas, um recorde pessoal.

### Temporada de 2011
Em 2011, Hilton teve um bom início em sua última temporada, estabelecendo um recorde escolar de 283 jardas totais na derrota para North Texas. Uma semana depois, Hilton foi fundamental para a virada por 24-17 sobre Louisville, com recepções de 74 e 83 jardas para touchdowns. Ele terminou o jogo com sete recepções para 201 jardas recebidas, quebrando o recorde escolar e seu próprio recorde em um único.

### Recordes escolares
Hilton estabeleceu vários registros escolares na FIU:
- Recepções (229)
- Jardas (3.531)
- Touchdowns (24)
- Recepções em uma única temporada (72 em 2011)
- Jardas em uma única temporada (1.038 em 2011)
- Recepções em um jogo único (12 contra Akron em 2011)
- Jardas em um jogo único (201 contra Louisville em 2011)

## Carreira profissional
| 1,77 m                          | 83 kg | 4,34 s | 1,53 s | 2,51 s | 4,36 s | 7,03 s | 0,90 m | 3,02 m | 7 reps |
| Todos os valores da NFL Combine |       |        |        |        |        |        |        |        |        |

### Temporada de 2012
Em 27 de abril de 2012, Hilton foi selecionado na terceira rodada como a 92ª escolha geral do Draft de 2012 pelo Indianapolis Colts. Ele foi o 13º wide receiver selecionado no draft. No final de maio de 2012, Hilton assinou um contrato com os Colts no valor de US $ 2,6 milhões ao longo de quatro anos.
Hilton foi utilizado durante sua temporada de estreia como um retornador de punt e kicker e um recebedor para o também novato Andrew Luck. Durante a semana 12 contra o Buffalo Bills, Hilton retornou um punt de 75 jardas e depois recebeu um passe para touchdown de oito jardas. As duas pontuações decidiram o jogo e os Colts venceram por 20-13.
Hilton terminou a temporada de 2012 com 50 recepções para 861 jardas e liderou a equipe em recepções para touchdown com sete.

### Temporada de 2013
Hilton começou a temporada de 2013 como o terceiro wide receiver no gráfico de profundidade, atrás dos veteranos Reggie Wayne e Darrius Heyward-Bey.
Contra o Seattle Seahawks na Semana 5, ele teve cinco recepções para 140 jardas e dois touchdowns. As pontuações de Hilton ajudaram os Colts a vencerem os eventuais campeões do Super Bowl XLVIII por um placar de 34-28.
Devido à lesão de Reggie Wayne na semana 7 e à baixa produção de Darrius Heyward-Bey, Hilton se tornou o principal recebedor da equipe. Na semana 9 contra o Houston Texans, Hilton teve 121 jardas e três touchdowns na virada do quarto quarto. Na semana 17, com um passe de Andrew Luck, Hilton chegou a sua primeira temporada com 1,000 jardas.
Na vitória por 45-44 sobre o Kansas City Chiefs no Wild Card, Hilton registrou 13 recepções para 224 jardas (ambos recordes da franquia nos playoffs) e dois touchdowns. Suas 224 jardas são o terceiro maior número por um receptor em um jogo de playoff na história da NFL, perdendo apenas para as 227 jardas de Anthony Carter no Minnesota Vikings em 1988 e as 240 jardas de Eric Moulds no Buffalo Bills em 1999.

### Temporada de 2014
Na semana 6 contra o Houston Texans, Hilton registrou nove recepções para 223 jardas e um touchdown. Ele também terminou a apenas 1 jarda do recorde de franquia de Raymond Berry em 1957.
Na semana 12, Hilton ultrapassou 1.000 jardas pela segunda temporada consecutiva. Hilton quebrou seu recorde pessoal de jardas na semana 14 contra o Cleveland Browns. Ele recebeu 10 passes para 150 jardas e dois touchdowns, elevando suas jardas totais para 1.295. Ele foi nomeado para seu primeiro Pro Bowl em 23 de dezembro.
Hilton terminou a temporada com 1.345 jardas em 82 recepções.

### Temporada de 2015
Em 13 de agosto de 2015, Hilton assinou uma extensão de cinco anos no valor de US $ 65 milhões com os Colts, com US $ 39 milhões garantidos.
Ele jogou em todos os 16 jogos na temporada de 2015, registrando 69 recepções para 1.124 jardas e cinco touchdowns. Em 25 de janeiro de 2016, Hilton foi nomeado para seu segundo Pro Bowl consecutivo.

### Temporada de 2016
Na semana 3 contra o San Diego Chargers, Hilton teve oito recepções para 174 jardas. Na semana 5 contra o Chicago Bears, Hilton teve 10 recepções para 171 jardas e um touchdown para ajudar os Colts a vencer por 29-23. Em 20 de dezembro, ele foi nomeado para o seu terceiro Pro Bowl consecutivo.
Hilton terminou a temporada de 2016 com seis touchdowns. Ele liderou a NFL em jardas recebidas com 1.448. Ele se juntou a Reggie Wayne, Marvin Harrison, Roger Carr e Raymond Berry como os únicos jogadores dos Colts a liderar a NFL em jardas recebidas. Ele foi classificado em 61º por seus companheiros jogadores na lista de 100 Melhores Jogadores da NFL de 2017.

### Temporada de 2017
Na semana 3 contra o Cleveland Browns, Hilton recebeu sete passes para 153 jardas e um touchdown para ajudar os Colts a ganhar por 31-28. Na semana 5 contra o San Francisco 49ers, Hilton recebeu sete passes para 177 jardas e ajudou os Colts a ganhar por 26-23 na prorrogação. Na semana 9 contra o Houston Texans, Hilton teve 175 jardas de recepção e dois touchdowns, enquanto os Colts venciam por 20-14. Ele ganhou o prêmio de Jogador da Semana da AFC.
Ele terminou a temporada com 57 recepções para 966 jardas e quatro touchdowns. Ele foi nomeado para o seu quarto Pro Bowl em 10 de janeiro de 2018, como um substituto.

### Temporada de 2018

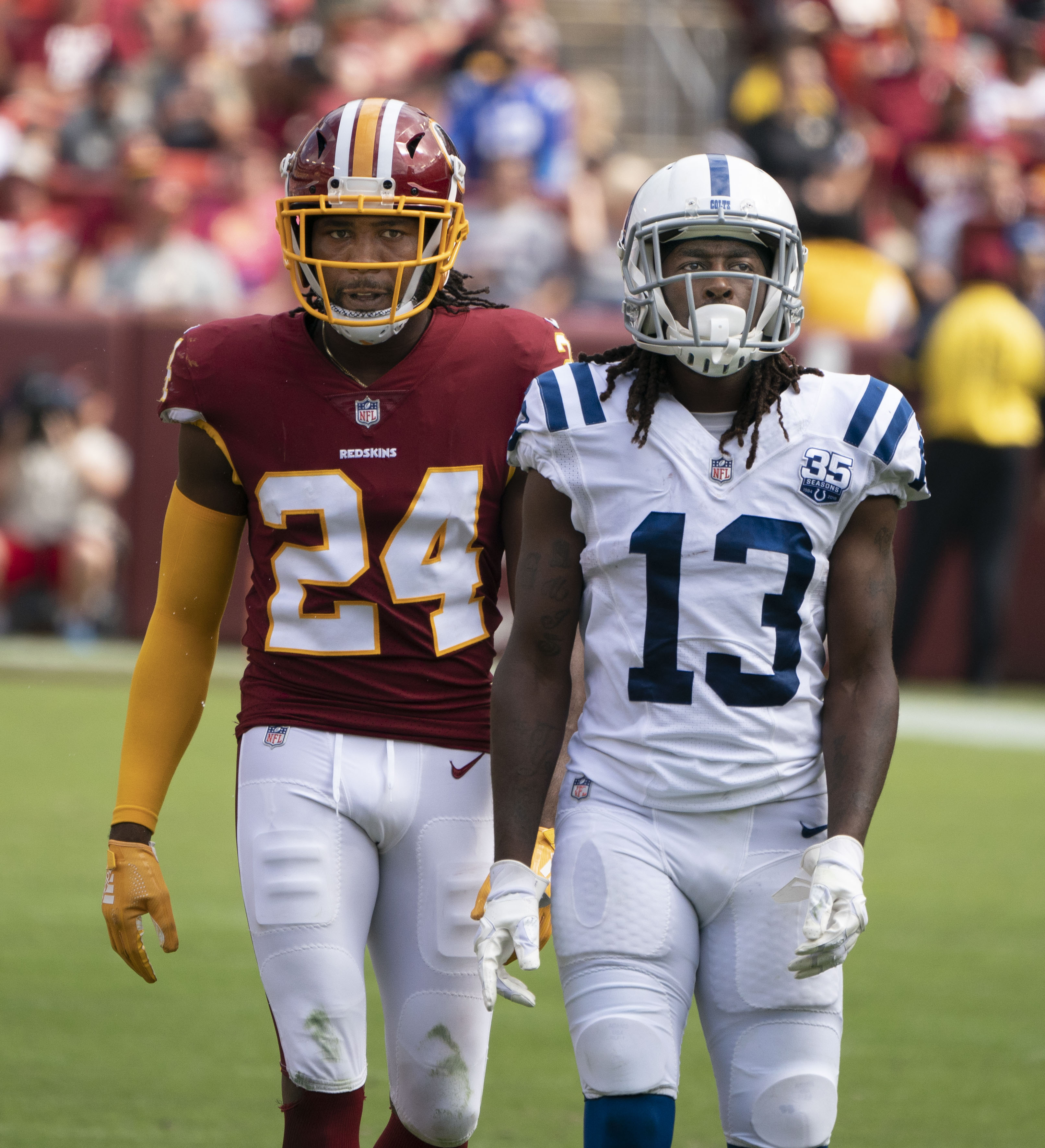
Hilton e Josh Norman em um jogo contra o Washington Redskins em 2018

Na semana 4 contra o Houston Texans, Hilton recebeu quatro passes para 115 jardas em uma derrota por 37-34 na prorrogação. Em 18 de novembro, contra o Tennessee Titans, ele teve nove recepções para 155 jardas e dois touchdowns. Durante uma revanche contra os Texans na semana 14, Hilton terminou com 199 jardas e os Colts ganharam por 24-21.
No geral, ele terminou a temporada de 2018 com 76 recepções para 1.270 jardas e seis touchdowns.
Hilton voltou aos playoffs pela primeira vez desde a temporada de 2014, com os Colts ganhando a sexta posição na AFC. Na vitória no Wild Card sobre o Houston Texans, ele teve cinco recepções para 85 jardas. Na derrota no Divisional Round para o Kansas City Chiefs, ele teve quatro recepções para 60 jardas e um touchdown.

## Estatísticas de carreira

### Temporada regular
|  | Líder da liga |

| Ano      | Equipe   | Jogos | Recebendo | Recebendo | Recebendo | Recebendo | Recebendo | Correndo | Correndo | Correndo | Correndo | Correndo | Fumbles | Fumbles |
| Ano      | Equipe   | Jogos | Rec       | Jds       | Média     | Lng       | TD        | Ten      | Jds      | Média    | Lng      | TD       | Fumble  | Perdido |
| -------- | -------- | ----- | --------- | --------- | --------- | --------- | --------- | -------- | -------- | -------- | -------- | -------- | ------- | ------- |
| 2012     | IND      | 15    | 50        | 861       | 17,2      | 70        | 7         | 5        | 29       | 5,8      | 19       | 0        | 1       | 0       |
| 2013     | IND      | 16    | 82        | 1 083     | 13,2      | 73E       | 5         | 2        | 6        | 3,0      | 3        | 0        | 1       | 0       |
| 2014     | IND      | 15    | 82        | 1 345     | 16,4      | 73E       | 7         | 2        | 20       | 10,0     | 15       | 0        | 3       | 1       |
| 2015     | IND      | 16    | 69        | 1 124     | 16,3      | 87E       | 5         | -        | -        | -        | -        | -        | 1       | 0       |
| 2016     | IND      | 16    | 91        | 1 448     | 15,9      | 63E       | 6         | -        | -        | -        | -        | -        | -       | -       |
| 2017     | IND      | 16    | 57        | 966       | 16,9      | 80E       | 4         | -        | -        | -        | -        | -        | 2       | 1       |
| 2018     | IND      | 14    | 76        | 1 270     | 16,7      | 68E       | 6         | -        | -        | -        | -        | -        | -       | -       |
| 2019     | IND      | 10    | 45        | 501       | 11,1      | 35        | 5         | -        | -        | -        | -        | -        | -       | -       |
| 2020     | IND      | 15    | 56        | 762       | 13,88     | 50        | 5         | -        | -        | -        | -        | -        | -       | -       |
| 2021     | IND      | 10    | 23        | 331       | 14,4      | 52        | 3         | —        | —        | —        | —        | —        | 0       | 0       |
| 2022     | DAL      | 3     | 7         | 121       | 17,3      | 52        | 0         | —        | —        | —        | —        | —        | 0       | 0       |
| Carreira | Carreira | 146   | 634       | 9 812     | 15,5      | 87E       | 53        | 9        | 55       | 6,1      | 19       | 0        | 8       | 2       |

### Pós-temporada
| Temporada | Equipe   | Jogos | Recebendo | Recebendo | Recebendo | Recebendo | Recebendo | Correndo | Correndo | Correndo | Correndo | Correndo | Fumbles | Fumbles |
| Temporada | Equipe   | Jogos | Rec       | Jds       | Média     | Lng       | TD        | Ten      | Jds      | Média    | Lng      | TD       | Fumbles | Perdido |
| --------- | -------- | ----- | --------- | --------- | --------- | --------- | --------- | -------- | -------- | -------- | -------- | -------- | ------- | ------- |
| 2012      | IND      | 1     | 8         | 66        | 8,3       | 25        | 0         | -        | -        | -        | -        | -        | -       | -       |
| 2013      | IND      | 2     | 17        | 327       | 19,2      | 64E       | 2         | -        | -        | -        | -        | -        | -       | -       |
| 2014      | IND      | 3     | 11        | 211       | 19,2      | 36        | 0         | 1        | 1        | 1,0      | 1        | 0        | -       | -       |
| 2018      | IND      | 2     | 9         | 145       | 16,1      | 38        | 1         | -        | -        | -        | -        | -        | -       | -       |
| 2020      | IND      | 1     | 2         | 32        | 16,0      | 23        | 0         | -        | -        | -        | -        | -        | -       | -       |
| Carreira  | Carreira | 9     | 47        | 781       | 16,6      | 64        | 3         | 1        | 1        | 1,0      | 1        | 0        | 0       | 0       |

## Vida pessoal
Hilton e sua esposa, Shantrell, tiveram uma filha em 23 de novembro de 2014. Ele também tem um filho chamado Eugene Jr.
Hilton, cujo nome próprio é Eugene, explicou como ele ficou conhecido como T.Y: "O nome do meu pai é Tyrone, então desde que eu era pequeno, todo mundo usou  as duas primeiras letras."